# Yvonne Hakim-Rimpel
Yvonne Hakim-Rimpel (Porto Príncipe, 1906 - 28 de junho de 1986) foi uma jornalista feminista haitiana e uma das ativistas fundadoras da primeira organização feminista do Haiti, a Ligue Féminine d'Action Sociale (Liga Feminina de Ação Social). Opositora do Duvalierismo, ela foi uma das primeiras vítimas de repressão política do regime.

## Biografia
Yvonne Hakim-Rimpel nasceu em 1906 em Porto Príncipe, filha de Marie Louise Horatia Benjamin e Eli Abdallah Hakim. Muito jovem, aos 14 anos, foi obrigada a se casar com o noivo que seus pais haviam escolhido para ela. Deste casamento, ela teve 4 filhos, um dos quais nasceu morto. Ela se divorciou pela primeira vez, casou-se novamente duas vezes depois disso e teve outros 5 filhos. Ao continuar e terminar os seus estudos por conta própria, Yvonne libertou-se das normas sociais e das regras ditadas pelos pais, nomeadamente frequentando salões literários. Influenciada por Paul Savain, ela finalmente estudou Direito.
Em 1934, ela co-fundou a Ligue Féminine d'Action Sociale, a primeira associação feminista no Haiti, da qual ela era uma ativista ativa. A liga promove a emancipação da mulher e a sua igualdade através de várias ações, como reuniões, manifestações e petições (como o acesso das mulheres à escola), mas também ações mais concretas e diretas, como a educação cívica para mulheres, dispensa do ensino noturno para mulheres trabalhadoras e a abertura de bibliotecas.
Em 1935, surgiu um jornal da Liga, La Voix des femmes, um jornal de expressão para mulheres, do qual Yvonne foi uma das principais editoras. Em 1951, fundou L'Escale, uma revista bimestral que pretendia ser totalmente gratuita, onde se expressava ou criticava escritores, jornalistas e políticos em particular. Ela também se mobilizou fortemente, por meio de sua Liga, pela ampliação do direito de voto das mulheres, cujo resultado foi a obtenção da igualdade política entre homens e mulheres em agosto de 1957 e, portanto, o direito de voto das mulheres.
Em 1957, foram realizadas eleições presidenciais no Haiti, das quais ela apoiou e participou ativamente na campanha do candidato Louis Déjoie. Durante esse tempo, ela publicou em sua revista o artigo A moi général, deux mots, que denunciou as ações do general Antonio Kébreau, que garantiu a vitória do candidato François Duvalier.
No natal daquele ano, Yvonne criticou o já instaurado governo Duvalier no artigo Peuple à genoux, attends ta délivrance, onde ela protesta contra a prisão de Gilberte "Boubou" Vieux. Essa seria a última publicação de Yvonne em sua revista L'Escale.

### Caso Yvonne
Na noite de 5 de janeiro de 1958, enquanto estava em casa com seus filhos, Yvonne Hakim-Rimpel foi vítima de um violento ataque: ela e suas duas filhas foram espancadas, em seguida Yvonne foi sequestrada. Ela foi encontrada no dia seguinte em uma estrada com ferimentos e sinais de agressão sexual. Este evento segue-se à publicação de suas críticas ao governo. Os homens enviados para Yvonne Hakim-Rimpel teriam agido sob as ordens de Duvalier, então chefe do país. O evento é divulgado e a Liga Feminina de Ação Social se indigna ao publicar uma nota de protesto assinada por 36 mulheres. Graças à forte mobilização da liga, de associações humanitárias e da imprensa, uma investigação foi aberta quatro meses após os acontecimentos; uma investigação encerrada algum tempo depois por falta de provas.
Quatro anos depois, com cada vez mais denúncias da opinião nacional e internacional sobre os crimes do regime Duvalier, o Caso Yvonne volta aos holofotes. Para o regime obter uma boa imagem, ela foi convocada pelo general Jean Tassy ao Fort Dimanche, onde Yvonne assinou, querendo ou não, uma negação isentando a responsabilidade de autoridades duvalieristas em seu ataque.
Ela morreu em 28 de junho de 1986 de um ataque cardíaco, algum tempo depois de se despedir da imprensa. Na rua Camille-Léon, em Porto Príncipe, endereço onde ela morava, há um grafite feito em sua memória.